# VIOS (autobusbedrijf)

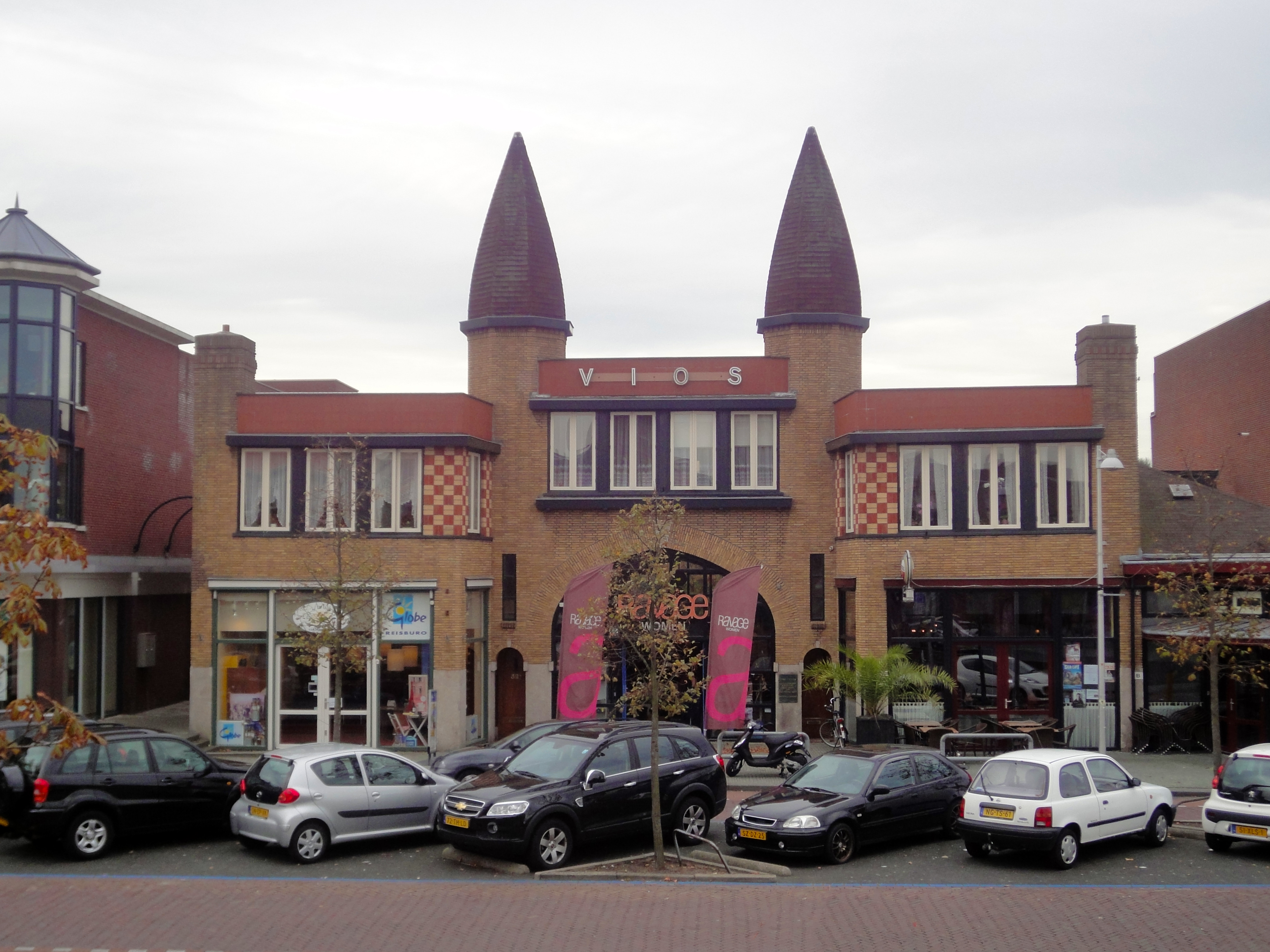
Voormalige VIOS-garage uit 1933 te Wateringen

VIOS is een touringcarbedrijf en reisbureau in Wateringen dat ontstaan is uit het in 1922 opgerichte autobusbedrijf VIOS. Het autobusbedrijf verzorgde tot aan de Tweede Wereldoorlog het streekvervoer met 150 autobussen en was het grootste busbedrijf van Nederland. Tevens bezat VIOS tot aan de Tweede Wereldoorlog 84 touringcars. Het bedrijf is nog actief als reisbureaubedrijf met eigen touringcars.

## Geschiedenis
De broers Piet en Jan Lipman begonnen in de dorpssmederij van hun vader in Wateringen met onderhoud en reparaties aan fietsen. Zij bouwden eerst zelf een fiets en zetten in 1911 een fietsfabriekje op onder de naam 'VIOS', het acroniem van 'Vooruitgang Is Ons Streven'.
In 1912 richtte de heer Bruysten uit Tegelen in Wateringen met gemeentesubsidie een auto-omnibuslijn op met de naam VIOS. Hij zette omnibuslijnen in naar plaatsen die door de Westlandsche Stoomtramweg Maatschappij (WSM) niet bereikt werden. Begonnen werd met de lijn Wateringen – Den Haag (Oranjeplein), uitgevoerd met twee dubbeldekkers. Deze bleken echter ongeschikt voor het vervoer over de smalle wegen en belandden vaak in de berm of in het water. Omdat het geen succes bleek, werd de paardenbus weer ingezet. 
In 1922 nam de conducteur van een van de bussen, Piet Lipman, het vervoer op zich. Op verzoek van de WSM zette hij busverbindingen op vanaf Kwintsheul en Wateringen naar station Rijswijk/Wateringen. Viermaal daags werd de route met een Ford-busje afgelegd, er was aansluiting op acht treinen. De reeds langer op deze route rijdende paardenbus kon de concurrentie niet aan en werd opgeheven. In 1923 werd een lijn naar Kijkduin-Bad geopend en vervolgens nieuwe lijnen met aansluitingen naar plaatsen in het Westland. Omdat de Nederlandse Spoorwegen minder treinen bij het station Rijswijk/Wateringen liet stoppen, werd de lijn doorgetrokken naar het Oranjeplein in Den Haag.
Er werd een lijn geopend via de route Delft station-Rijswijk/'t Haantje-Rijswijk/Lange Kleiweg-Rijswijk/Kleiweg-Wateringen. Ook kwam er een verbinding tussen Nootdorp en Leidschendam, maar omdat de spoorwegovergang van de Veenweg onbemand zou worden werd in 1924 gekozen voor alleen een traject Delft - Nootdorp tot aan de spoorwegovergang. Ook in 1924 werd de lijn Delft - 's-Gravenzande van autobusmaatschappij 'Het Westland' overgenomen.
In Delft bevond zich een knooppunt van lijnen. Door Gedeputeerde Staten werd in 1930 aan VIOS vergunning verleend om een lijn te exploiteren via de plaatsen Delft, Den Hoorn, Schipluiden, Vlaardinger-Ambacht, Kethel naar Abtswoude.
In 1939 werd toestemming verkregen om het Westland te verbinden met de Haagse stations Hollands Spoor en Staatspoor, waarbij ook ziekenhuizen aan het Westeinde (Ziekenhuis v/d H Joannes de Deo) en de Brouwersgracht (Gemeentelijk Ziekenhuis Zuidwal) werden aangedaan.
In 1941 werd door de commissie-Van Breen besloten dat er slechts een vervoerder per gebiedsconcessie actief mocht zijn. Hierdoor werden de lijndiensten van VIOS door het busbedrijf van de WSM overgenomen. VIOS-eigenaar Lipman nam het vervoersbedrijf EDAD uit Wieldrecht over, dat mocht nog wel regulier personenvervoer uitvoeren. De 84 touringcarbussen werden in de loop van de oorlog door de bezetter geconfisqueerd.
Direct na de Tweede Wereldoorlog werd VIOS verzocht militairen te vervoeren naar het Westland. Er werd ook een beperkte dienst uitgevoerd voor vervoer van voedsel en passagiers naar de ziekenhuizen in Delft. De vergunningen voor het reguliere passagiersvervoer bleven echter aan de WSM gegund.
VIOS bleef voortbestaan als familiebedrijf als reisbureau-tourbusbedrijf. In 1973 volgde een samengaan met Buitelaar’s Autobedrijf (BAB) uit Rijswijk. Deze fusieonderneming ging verder als touringcarbedrijf 'BAB-VIOS' en als reisbureau onder de naam 'Travel XL VIOS'. Van de onderneming maken ook het Haagse touringcarbedrijf 'Hofstad Tours' en het Dordrechtse reisbureaubedrijf EDAD deel uit. Het bedrijf groeide met 84 touringcars uit tot een van de grootste touringcarbedrijven in Nederland.

## Monument
De voormalige stalling en garage van het oorspronkelijke vervoersbedrijf uit 1933 ligt aan het Plein in Wateringen. Hier vond onderhoud in eigen beheer plaats en er waren daartoe op het terrein een werkplaats, een spuiterij, een oliehok, een bandenhok en een stoffeerderij. Dit markante VIOS-gebouw heeft sinds 1999 de status van gemeentelijk monument. Het is ontworpen door de Amsterdamse architect J.A. Bangert en vertoont duidelijke stijlkenmerken van de Amsterdamse School. In het gebouw bevinden zich sinds 1983 een horecagelegenheid en een modewinkel. Het omliggende garageterrein is in de jaren 1970 en 1990 met woningen bebouwd.

## Externe websites
- Officiële Website BAB-VIOS